# Усть-Югуш
Усть-Югу́ш (рос. Усть-Югуш) — селище у складі Артинського міського округу Свердловської області.
Населення — 345 осіб (2010, 459 у 2002).
Національний склад станом на 2002 рік: росіяни — 89 %.